# أساليب البحث في التحليل الاقتصادي
أساليب البحث في التحليل الاقتصادي مما لا شك فيه، أن الاقتصاد يعتبر علماً كباقي العلوم الأخرى له فرضياته وقوانينه ونظرياته، تلك القوانين القابلة للتعميم في كل زمان ومكان كقوانين العرض والطلب، إضافة إلى اشتراكه مع، العلوم الأخرى باعتماده على مناهج البحث العلمي في دراسته وتحليله للظواهر الاقتصادية المختلفة كالمنهج الاستنباطي (التجريبي، النظري) أو المنهج الاستقرائي (التجريبي، الواقعي).
وقد يعتمد الباحث الاقتصادي في دراسته للظواهر الاقتصادية على الاستدراك المنطقي أي اعتماد المنطق والإدراك السليم في محاولة لاكتشاف العلاقة التي تربط بين المتغيرات والظواهر الاقتصادية والوصول بالتالي إلى صياغة القوانين التي تحكمها.

## المنهج الاستنباطي
يعتبر هذا المنهج من أقدم مناهج البحث العلمي، إذ يعود تاريخه إلى عهد أرسطو، ويتمثل الاستنباط في عملية عقلية نخلص بها من مسألة مأخوذة كمقدمة مسلم بصحتها، إلى مسألة تعتبر ملازمة لها، وذلك من خلال قواعد ذهنية بحتة تدور كلها في العقل بعيداً عن الواقع، وهذا يعني وحسب هذا المنهج، إن الاقتصادي يبدأ بوضع عدد من المقدمات التي يفترض أنها صحيحة ثم يستخلص منها كافة التعميمات التي تؤدي إليها وهي ما يشكل النظرية الاقتصادية.

## المنهج الاستقرائي
يقصد بالاستقراء العملية المنطقية التي نخلص بواسطتها من الوقائع الفعلية إلى القوانين التي تحكم الظاهرة قيد الدراسة، وهنا يقوم الاقتصادي بالتوصل إلى النظريات الاقتصادية عن طريق التنظيم الواعي للوقائع المشاهدة في الحياة العملية، أي أن الاستقراء يسير في اتجاه معاكس للاستنباط تماماً، لذا يوصف الاستقراء «بالاستدلال الصاعد» بينما يوصف الاستنباط «بالاستدلال النازل».
ولما كان من الضروري أن تكون المقدمات في الاستنباط صحيحة، وجب أن تستند على الاستقراء، وهذا يعني أن الاستنباط يعتمد على الاستقراء في إثبات صحة المقدمات، من ناحية أخرى فإن الاستقراء يعتمد على الاستنباط، لأنه لابد من التحقق من صحة النظريات التي تم التوصل إليها بالاستقراء، وذلك من خلال تطبيقاتها على ظواهر جديدة وهذا هو الاستنباط.
وعادة يُرجع في ملاحظة الواقع الاقتصادي إلى عدة طرق منه:

### الطريقة التاريخية
ويرجع الفضل في وضع قواعد الطريقة التاريخية إلى الاقتصاديين الألمان منذ سنة 143 وعلى رأسهم روشر وشمولر، وقد أمكن جمع مجموعة كبيرة من الوثائق التاريخية الهامة المتعلقة بالتطور الاقتصادي لكثير من المجتمعات. ويعاب على هذه الطريقة أنها تؤدي أحياناً إلى نتائج غير سليمة نتيجة الاعتقاد بوجود ارتباط بين وضعين تاريخيين متغايرين لم يجمع بينهما سوى التلاحق الزمني. لذلك فإن الباحثين التاريخيين يتحرون كثيراً في تقرير نتائج أو استخلاص أحكام وقواعد عامة من الوقائع والوثائق التاريخية التي يحققونها.

### طريقة التحقيق
ويقصد بالتحقيق بحث موضوع محدد عميقاً يتناول جميع عناصره وكافة نواحيه، كدراسة مستوى معيشة فئة معينة من فئات المجتمع، وقد يقوم بإجراء التحقيق هيئات عامة رسمية مثل اللجان الرسمية أو المجالس البلدية، ومن أشهر أنواع التحقيق المفرد، حيث يختار المحقق حالة فردية كنموذج لحالات متعددة تكون موضوعاً لبحثه، ثم يقوم بدراسة هذا النموذج دراسة مستفيضة، وتعتبر النتائج التي تنتهي إليها الدراسة الفردية منطقية على جميع هذه الحالات المتشابهة، ومثلاً لدراسة الحالة المعيشية لفئة من فئات العمل يختار الباحث عاملاً بدلاً من دراسة حالاتهم فرداً فرداً ثم يعمم النتائج على زملائه العمال ويصعب تعميم حالة واحدة على جميع الحالات.

### الطريقة الاحصائية
الإحصاء هو العلم الذي يهتم بدراسة العددية للوقائع القابلة للتعداد والحصر، فإحصاء السكان مثلاً يبين عددهم وتوزيعهم من حيث الجنس والسن والمهن وتطور عدد السكان على مر السنين، كما يبين إحصاء التجارة الخارجية كمية وقيمة البضائع المصدرة والمستوردة خلال فترة معينة وتطورات حركة هذه التجارة خلال فترة من الزمن.